# Łowęcice (województwo dolnośląskie)
Łowęcice – wieś w Polsce położona w województwie dolnośląskim, w powiecie średzkim, w gminie Miękinia.

## Zabudowa
Wieś o historycznym układzie owalnicy ze stawem pośrodku placu wiejskiego. Zabudowa wsi złożona jest z niewielkich obejść gospodarskich zlokalizowanych wzdłuż drogi na działkach siedliskowych. W południowo-zachodniej części wsi położony jest zespół pałacowo-folwarczny z parkiem.

## Podział administracyjny
W latach 1975–1998 miejscowość administracyjnie należała do województwa wrocławskiego.

## Kultura i sport
Imprezy kulturalno-rozrywkowe odbywają się w tutejszej świetlicy wiejskiej.
We wsi znajduje się boisko sportowe oraz klub sportowy piłki nożnej L.Z.S. Zjednoczeni Łowęcice, drużyna w klasie okręgowej, grupa Wrocław (od sezonu 2014/2015). Po 11. kolejkach rundy jesiennej sezonu 2015/2016 (stan na 25 października 2015) Zjednoczeni byli wiceliderem, mając na koncie: 7 zwycięstw, 3 remisy i tylko 1 porażkę

## Zabytki
Zabytki architektury i budownictwa we wsi:
- Dom mieszkalny, nr 4, koniec XIX w.
- Dom Ludowy (obecnie mieszkalny), nr 10, 1909 r.
- Park krajobrazowy, 2 połowa XIX w.